# Siemion Pawliczenko
Siemion Aleksandrowicz Pawliczenko (ros. Семён Александрович Павличенко, ur. 11 maja 1991 w Bracku) – rosyjski saneczkarz, jednokrotny zdobywca Pucharu Świata, dwukrotny medalista mistrzostw świata juniorów, siedmiokrotny medalista mistrzostw Europy i pięciokrotny medalista mistrzostw świata.

## Kariera
Saneczkarstwo uprawia od 2001 roku. W 2006 roku rozpoczął starty w Pucharze Świata juniorów. 17 listopada 2007 roku zadebiutował i zarazem zdobył pierwsze punkty w Pucharze Świata, kiedy to na rozgrywanych w Lake Placid zawodach sezonu 2007/2008 zajął 27. miejsce w konkurencji jedynek. W 2009 roku wziął udział w mistrzostwach Rosji, na których zdobył srebrny medal w jedynkach, a także w mistrzostwach świata juniorów w Nagano, które przyniosły mu jedynkowy brązowy medal. Rok później, na mistrzostwach świata juniorów w Innsbrucku wywalczył srebrny medal w konkurencji jedynek.
W 2011 roku pojawił się na mistrzostwach świata w Cesanie, na których zajął 25. miejsce w jedynkach, a także na mistrzostwach świata juniorów w Oberhofie, z których wrócił z 4. miejscem w konkurencji jedynek i sztafetowej. W następnym roku wystartował w mistrzostwach Europy w Paramonowie, na których był czternasty w jedynkach. W 2013 roku pojawił się na mistrzostwach Europy w Oberhofie, z których wrócił z 4. miejscem w konkurencji jedynek, na mistrzostwach świata do lat 23 w Whistler, które przyniosły mu jedynkowe 13. miejsce oraz na mistrzostwach świata w Whistler, na których zajął 40. miejsce w konkurencji jedynek.
W 2014 roku wziął udział w mistrzostwach Rosji, na których zdobył złoty medal w konkurencji jedynek, w mistrzostwach Europy w Siguldzie, na których był piąty w jedynkach, a także w igrzyskach olimpijskich w Soczi, na których osiągnął ten sam wynik w tej samej konkurencji. Rok później, 18 stycznia zaliczył pierwsze podium w Pucharze Świata, kiedy to na rozgrywanych w Oberhofie zawodach sezonu 2014/2015 zajął 2. miejsce w konkurencji sztafetowej. Jego sztafeta, w której startował z Tatjaną Iwanową, Aleksandrem Dienisjewem i Władisławem Antonowem przegrała tylko z ekipami z Niemiec i Stanów Zjednoczonych. Z kolei 1 lutego 2015 roku po raz pierwszy stanął na pucharowym podium w konkurencji jedynek, zajmując 2. miejsce na rozgrywanych w Lillehammer zawodach, w których uplasował się za Austriakiem Wolfgangiem Kindlem i przed reprezentantem Włoch Dominikiem Fischnallerem. Dokładnie miesiąc później odniósł pierwsze zwycięstwo w Pucharze Świata, pokonując w konkurencji jedynek na zorganizowanych w Soczi zawodach swojego rodaka Aleksandra Pierietiagina i Niemca Felixa Locha. 2015 rok to dla niego również występ w mistrzostwach Rosji, na których zdobył brązowy medal oraz starty w mistrzostwach świata w Siguldzie i w mistrzostwach Europy w Soczi – z obu tych międzynarodowych imprez przywiózł złote medale za konkurencję jedynek oraz srebrne za konkurencję sztafetową.
W 2016 roku pojawił się na mistrzostwach Rosji, na których został złotym medalistą w jedynkach, na mistrzostwach świata w Königssee, na których zajął 4. miejsce w sztafecie, 8. w jedynkach i 12. w sprincie oraz na mistrzostwach Europy w Altenbergu, na których był ósmy w konkurencji jedynek. Rok później, na mistrzostwach Europy w Königssee wywalczył jedynkowy złoty medal, z kolei na mistrzostwach świata w Igls zajął 4. miejsce w konkurencji sprintu i 5. w konkurencji jedynek.
W 2018 roku wziął udział w mistrzostwach Europy w Siguldzie, na których zdobył złoty medal zarówno w sztafecie, jak i w jedynkach, a także w igrzyskach olimpijskich w Pjongczangu, na których startując jako reprezentant olimpijskich sportowców z Rosji zajął 14. miejsce w konkurencji jedynek. Rok później pojawił się na mistrzostwach świata w Winterbergu, na których zdobył brązowy medal w konkurencji sprintu, w której przegrał tylko z Austriakiem Jonasem Müllerem i Niemcem Felixem Lochem oraz w konkurencji jedynek, plasując się za Felixem Lochem i Austriakiem Reinhardem Eggerem, a także złoty medal w konkurencji sztafetowej, w której jego sztafeta współtworzona przez Tatjanę Iwanową, Władisława Jużakowa i Jurija Prochorowa pokonała ekipy z Austrii i Niemiec.

## Osiągnięcia

### Igrzyska olimpijskie
| Rok  | Miejsce    | Jedynki | Sztafeta |
| ---- | ---------- | ------- | -------- |
| 2014 | Soczi      | 5.      | –        |
| 2018 | Pjongczang | 14.     | –        |
| 2022 | Pekin      | 10.     | -        |

### Mistrzostwa świata
| Rok  | Miejsce    | Jedynki | Jedynki-sprint | Sztafeta |
| ---- | ---------- | ------- | -------------- | -------- |
| 2011 | Cesana     | 25.     | nie rozgrywano | odwołano |
| 2013 | Whistler   | 40.     | nie rozgrywano | –        |
| 2015 | Sigulda    | 1.      | nie rozgrywano | 2.       |
| 2016 | Königssee  | 8.      | 12.            | 4.       |
| 2017 | Igls       | 5.      | 4.             | –        |
| 2019 | Winterberg | 3.      | 3.             | 1.       |
| 2020 | Soczi      | 7.      | 11.            | -        |
| 2021 | Königssee  | 8.      | 2.             | -        |

### Mistrzostwa Europy
| Rok  | Miejsce      | Jedynki | Sztafeta |
| ---- | ------------ | ------- | -------- |
| 2012 | Paramonowo   | 14.     | –        |
| 2013 | Oberhof      | 4.      | –        |
| 2014 | Sigulda      | 5.      | –        |
| 2015 | Soczi        | 1.      | 2.       |
| 2016 | Altenberg    | 8.      | –        |
| 2017 | Königssee    | 1.      | –        |
| 2018 | Sigulda      | 1.      | 1.       |
| 2019 | Oberhof      | 1.      | 5.       |
| 2020 | Lillehammer  | 2.      | 5.       |
| 2021 | Sigulda      | 5.      | 1.       |
| 2022 | Sankt Moritz | 15.     | -        |

### Mistrzostwa świata juniorów
| Rok  | Miejsce   | Jedynki | Sztafeta |
| ---- | --------- | ------- | -------- |
| 2009 | Nagano    | 3.      | –        |
| 2010 | Innsbruck | 2.      | –        |
| 2011 | Oberhof   | 4.      | 4.       |

### Puchar Świata

#### Miejsca w klasyfikacji generalnej
| Sezon     | Miejsce |
| --------- | ------- |
| 2007/2008 | 43.     |
| 2008/2009 | –       |
| 2009/2010 | 31.     |
| 2010/2011 | 21.     |
| 2011/2012 | 23.     |
| 2012/2013 | 17.     |
| 2013/2014 | 23.     |
| 2014/2015 | 13.     |
| 2015/2016 | 10.     |
| 2016/2017 | 4.      |
| 2017/2018 | 4.      |
| 2018/2019 | 1.      |
| 2019/2020 | 3.      |
| 2020/2021 | 3.      |
| 2021/2022 | 9.      |

#### Miejsca na podium w zawodach Pucharu Świata – indywidualnie
| Lp. | Data       | Miejsce     | Konkurencja    | Lokata |
| --- | ---------- | ----------- | -------------- | ------ |
| 1.  | 01.02.2015 | Lillehammer | jedynki        | 2      |
| 2.  | 01.03.2015 | Soczi       | jedynki        | 1      |
| 3.  | 10.01.2016 | Sigulda     | jedynki        | 2      |
| 4.  | 02.12.2016 | Lake Placid | jedynki        | 2      |
| 5.  | 06.01.2017 | Königssee   | jedynki        | 1      |
| 6.  | 15.01.2017 | Sigulda     | jedynki        | 1      |
| 7.  | 15.01.2017 | Sigulda     | jedynki-sprint | 2      |
| 8.  | 19.11.2017 | Igls        | jedynki        | 1      |
| 9.  | 26.11.2017 | Winterberg  | jedynki-sprint | 2      |
| 10. | 15.12.2017 | Lake Placid | jedynki        | 2      |
| 11. | 14.01.2018 | Oberhof     | jedynki        | 2      |
| 12. | 21.01.2018 | Lillehammer | jedynki-sprint | 1      |
| 13. | 28.01.2018 | Sigulda     | jedynki        | 1      |
| 14. | 16.12.2018 | Lake Placid | jedynki-sprint | 2      |
| 15. | 13.01.2019 | Sigulda     | jedynki        | 1      |
| 16. | 09.02.2019 | Oberhof     | jedynki        | 1      |
| 17. | 24.02.2019 | Soczi       | jedynki        | 1      |
| 18. | 24.02.2019 | Soczi       | jedynki-sprint | 1      |
| 19. | 19.01.2020 | Lillehammer | jedynki        | 2      |
| 20. | 26.01.2020 | Sigulda     | jedynki-sprint | 1      |
| 21. | 01.02.2020 | Oberhof     | jedynki        | 2      |
| 22. | 01.03.2020 | Königssee   | jedynki        | 1      |
| 23. | 23.01.2021 | Igls        | jedynki        | 2      |
| 24. | 24.01.2021 | Igls        | jedynki-sprint | 1      |

#### Miejsca na podium w zawodach Pucharu Świata – drużynowo
| Lp. | Data       | Miejsce     | Konkurencja | Lokata |
| --- | ---------- | ----------- | ----------- | ------ |
| 1.  | 18.01.2015 | Oberhof     | sztafeta    | 3      |
| 2.  | 01.02.2015 | Lillehammer | sztafeta    | 2      |
| 3.  | 01.03.2015 | Soczi       | sztafeta    | 2      |
| 4.  | 05.12.2015 | Lake Placid | sztafeta    | 3      |
| 5.  | 10.01.2016 | Sigulda     | sztafeta    | 3      |
| 6.  | 07.02.2016 | Soczi       | sztafeta    | 1      |
| 7.  | 03.12.2016 | Lake Placid | sztafeta    | 2      |
| 8.  | 19.11.2017 | Igls        | sztafeta    | 3      |
| 9.  | 03.12.2017 | Altenberg   | sztafeta    | 3      |
| 10. | 28.01.2018 | Sigulda     | sztafeta    | 1      |
| 11. | 01.12.2018 | Whistler    | sztafeta    | 1      |
| 12. | 13.01.2019 | Sigulda     | sztafeta    | 2      |
| 13. | 24.02.2019 | Soczi       | sztafeta    | 1      |
| 14. | 12.01.2020 | Altenberg   | sztafeta    | 1      |
| 15. | 23.02.2020 | Winterberg  | sztafeta    | 1      |
| 16. | 01.03.2010 | Königssee   | sztafeta    | 3      |
| 17. | 29.11.2020 | Igls        | sztafeta    | 3      |
| 18. | 06.12.2020 | Altenberg   | sztafeta    | 2      |
| 19. | 10.01.2021 | Sigulda     | sztafeta    | 1      |
| 20. | 28.11.2021 | Soczi       | sztafeta    | 1      |

## Odznaczenia
- Medal „Za wzmacnianie wspólnoty bojowej” - Rosja, 21 marca 2018[11]